# Ondergrondse gasopslag
Ondergrondse gasopslag is de praktijk van het ondergronds opslaan van aardgas in uitgeputte olie- en aardgasvelden en zoutcavernes. De tijdelijke opslag van grote hoeveelheden aardgas kan functioneren als een energieopslagtechniek die behulpzaam is bij het balanceren van het energieaanbod.

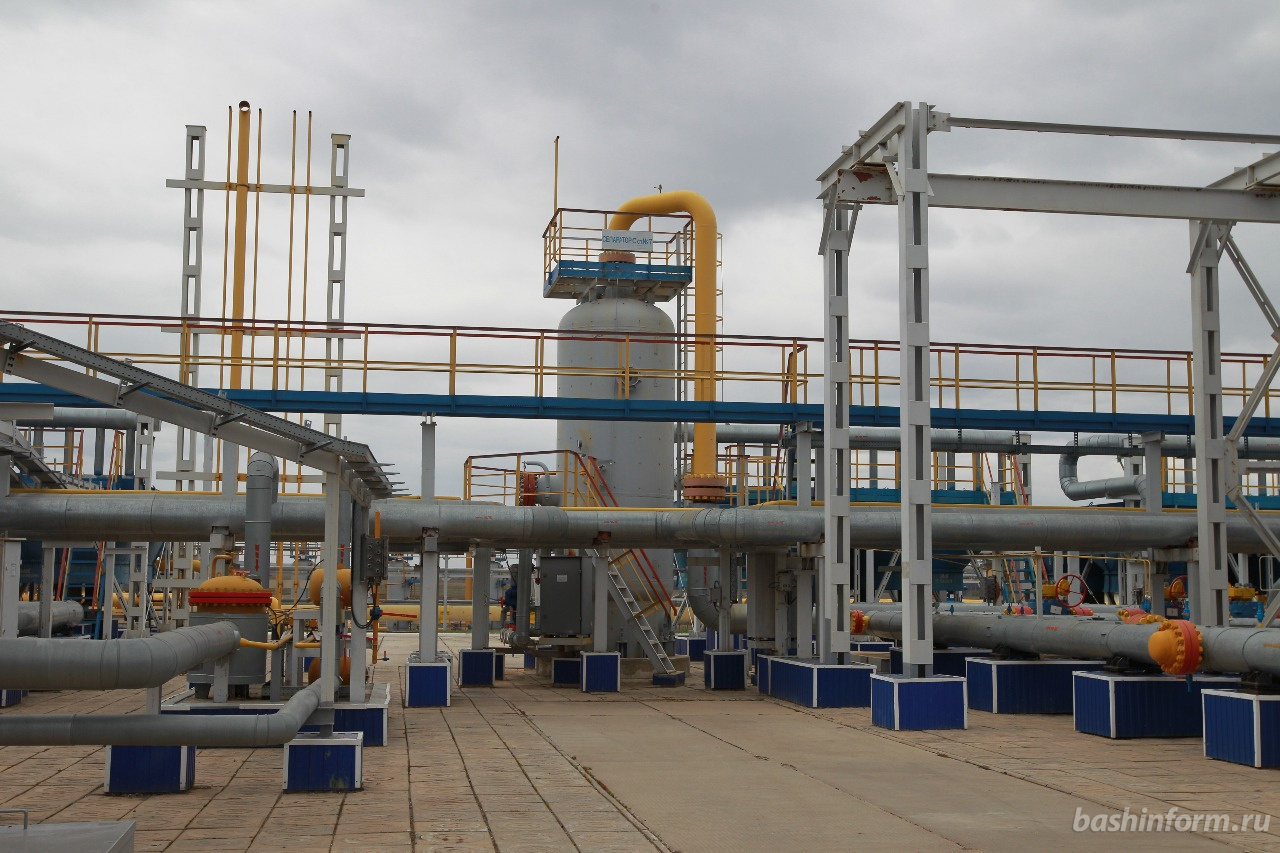
Kanchurinsko-Musinsky ondergronds gasopslagcomplex in Bashkortostan, Rusland

Kussengas is het gedeelte van het opgeslagen gas dat aanwezig moet zijn als drijvende kracht om de druk in het veld op peil te houden en daarom niet onttrokken kan worden bij geregeld cyclisch gebruik. Het kussengas zal dus tijdens de hele periode dat de ondergrondse berging voor gasopslag gebruikt wordt, in het gasveld blijven.

## Redenen voor gasopslag
Gasverbruik kent pieken (in de winter) en dalen (in de zomer). Het grootste deel van de gasaanvoer is echter constant. Gasopslag kan eraan bijdragen dat er voldoende gas beschikbaar is als de vraag groot is.
Gasprijzen liggen in de zomer lager, omdat er minder vraag is. Dat is een gunstig moment om gas in te kopen en tijdelijk op te slaan. In de winter zijn de gasprijzen hoger en is het aantrekkelijk om gas uit de opslag te halen.
Er is ook een lange-termijnbelang gediend met gasopslag. De Nederlandse gasvoorraden raken op. Daarom zal het land de komende jaren steeds meer gas importeren, vooral per pijpleiding, uit Noorwegen en Rusland, maar ook per schip, zoals - sinds 2011 - met lng-tankers via Rotterdam uit andere delen van de wereld. De Nederlandse regering heeft het voornemen om Nederland een belangrijk logistiek knooppunt te laten blijven in Noordwest-Europa voor de verwerking van gasstromen uit verschillende landen; ze streeft naar een verdeel- en handelsfunctie voor Europa.

## Locaties
Aardgas wordt voor schommelingen in de binnenlandse vraag reeds vele jaren in grote hoeveelheden opgeslagen in lege gasvelden bij Grijpskerk (Gasveld Grijpskerk) en bij Langelo (Gasveld Norg). Bij Alkmaar is sinds 1997 een zogenoemde piekgasinstallatie in bedrijf.
In 2011 werd een gasopslag in holtes in zoutkoepels bij Zuidwending in gebruik genomen. Het lege Bergermeer gasveld bij Alkmaar zal naar de wens van de Nederlandse overheid verbouwd worden tot gasopslag. Procedures die door onder andere de gemeente Bergen zijn aangespannen tegen de aanleg van deze grootschalige gasopslag bij de Hoge Raad der Nederlanden zijn in 2012 afgerond met een afwijzing van de bezwaren.
In België beheert Fluxys een grote ondergrondse opslag van aardgas bij Loenhout.
Voor de levering van aardgas, en in de toekomst ook waterstof, aan Nederland zijn ook de ondergrondse opslaglocaties in Noord-Duitsland van belang. Deze bevinden zich onder andere in Epe (Westfalen),  Rehden en Etzel (Friedeburg).